# Maciej Łącki
Maciej Łącki herbu Lis (ur. ok. 1505 we wsi Ląkie, zm. 12 listopada 1557 w Krakowie) – rektor Akademii Krakowskiej, doktor obojga praw, sekretarz królewski.

## Życiorys
Wywodził się ze średnio zamożnej szlachty, był synem Jana i Małgorzaty Arciszewskiej. W 1521 został na Akademii Krakowskiej bakałarzem sztuk wyzwolonych, a w 1524 magistrem i zarazem powierzono mu stanowisko notariusza uniwersyteckiego. W latach 1524–1526 wykładał na Wydziale Filozoficznym. Podjął także studia prawnicze i w styczniu 1529 uzyskał licencjat praw, doktorat obronił w tym samym roku. W 1533 był seniorem Bursy Prawników, a następnie uzyskał urlop z uczelni niezbędny do realizowania funkcji kościelnych. Był doradcą prymasów Jana Latalskiego, Piotra Gamrata i Mikołaja Dzierzgowskiego. Na Akademię Krakowska powrócił w 1555 zostając wybrany jej rektorem, funkcję tę sprawował nieprzerwanie przez trzy kadencje. W 1527 u biskupa Piotra Tomickiego był instygatorem w latach 1529–1533 posiadał kanonię wiślicką i był kanonikiem sandomierskim. W latach 1532–1544 był archidiakonem pomorskim w kapitule włocławskiej. w 1536 został u biskupa Jana Latalskiego audytorem sądu biskupiego, a w 1537 kanclerzem kurii prymasowskiej. 12 kwietnia 1540 został kanonikiem kapituły gnieźnińskiej oraz altarystą ołtarza św. Tomasza w katedrze wawelskiej. Przygotowywał synod łęczycki w 1555 oraz w następnym roku łowicki i kolejny w 1557 piotrkowski. Król Zygmunt August mianował go swoim sekretarzem korespondencja z królem utrzymał się także w czasach gdy Maciej Łącki był rektorem Akademii. Zmarł nagle w Krakowie, został pochowany w katedrze wawelskiej.